# Techniekmuseum
Een techniekmuseum of technologiemuseum is een museum dat technologische ontwikkelingen toont. Dit kan zijn in historisch verband dan wel in de actuele situatie.
Techniekhistorische musea zijn er in vele soorten. Zo zijn er musea voor industriële geschiedenis (zoals Twents Techniekmuseum HEIM), bedrijfsmusea, musea die één bepaald aspect van technologie belichten zoals een spoorwegmuseum of brandweermuseum, en musea die gericht zijn op een bepaalde ambacht, zoals een molenmuseum, bakkerijmuseum, brouwerijmuseum, visserijmuseum, textielmuseum en dergelijke. De op ambachten gerichte musea hebben vaak ook een cultuurhistorische inslag.
Technische universiteiten tonen vaak eveneens technologie-georiënteerde collecties. Een voorbeeld hiervan is het in 1970 opgerichte Technisch Tentoonstellingscentrum van de TU Delft, tegenwoordig Science Centre Delft geheten. 
Techniekmusea in engere zin geven uitleg aan hedendaagse technologische ontwikkelingen. Vaak doen ze dat op hun beurt met behulp van geavanceerde technologie, zoals audiovisuele presentaties, interactieve opstellingen, werkende modellen en dergelijke. Een bekend voorbeeld hiervan was het Evoluon, dat van 1966-1989 als zodanig heeft gefunctioneerd. Nemo en Technopolis zijn typische voorbeelden van dergelijke musea in de Benelux. Ook elders zijn vooraanstaande techniekmusea aanwezig, zoals het Centre des Sciences de Montréal, de Cité des sciences et de l'industrie te Parijs, enzovoort.
De grens tussen een techniekmuseum en een wetenschapsmuseum is een grijs gebied, maar bij de laatste categorie ligt het accent meer op de wetenschapsbeoefening dan op de toepassing.